# 大中集战斗
大中集战斗是中国江苏的一场战役，为新四軍和由国军转为伪军又在第二次世界大战结束后重新加入国军军队之间的一场冲突。此战为第二次世界大战结束后立即发生的第二次国共内战的一场战役，以新四军取胜告终。

## 前序
和其他在第二次世界大战结束后中国国共两党之间的冲突类似，此次冲突也源于蒋介石已认识到他的国民党政权没有足够的军队或足够的运输资本以将自己的军队部署到中国的日占区。他不想让已经占有了中国大多乡村的共产党通过接受日军投降进一步拓展领地，控制日占区，于是命日军和伪军不向共产党投降，维持自身战力，在日占区“维持秩序”，必要时对抗共产党，直到国军最终到达并完成部署。结果，大多数伪政府成员和伪军重新加入国军。
但这些由前国军转为伪军的军队大多并非蒋介石嫡系，而是主要由在第二次世界大战前仅仅名义上受蒋介石统治，只在名义上为国民党，多保持自身独立或半独立状态的军阀的军队组成。这些军阀只在乎维持自身力量，当日本侵略者许诺让他们维持权力以换取他们的合作时，他们便叛投了日军。第二次世界大战后，这些军阀也为了同样的原因回归国民党。蒋介石显然难以立即在这些军阀投降自己重归国民党之际消灭他们，这样将得罪国军内其他派系，而这些伪军军阀仍能通过在蒋介石部署自己的军队完成接管前控制治下的方式帮助国民党争取更多领地。蒋介石的目的是同时解决困扰中国已久的军阀问题和消灭共产党两件事，但这后来如在此次冲突中所示被证明是他和国民党政府的一个极其致命的错误。

## 国民党战略
与自身的战略相应，蒋介石及其手下希望这些复归国军的前伪军能击退共军且屯驻得够久以让他能部署自己的军队。即使共军在这些冲突中得胜，因军阀被共军击败削弱，军阀问题很大程度上得到削弱，共军也将因战斗被削弱，蒋介石自己的军队则更易掌控局势，结局仍然对蒋介石及其政权有利。
而前伪军军阀和军队急于自我证明，也无条件服从蒋介石的命令。他们都知道因自己在中国抗日战争期间和日军合作，已被包括拒绝降敌并战斗直至胜利的国军在内的国人痛恨，因而在第二次世界大战一结束，他们当然将被解除武装遣散，军阀们的势力将被削弱乃至最终消灭。蒋介石的命令对他们而言是救星，这样他们便能以对被蒋介石及其政府定为叛军的共军作战的方式合法化自身并维持势力。

## 共产党战略
因共军的派系分化不如国军明显，共军的战略简单得多。在国军撤退后，共军成为本地对抗日本侵略者和伪政权的唯一力量，已赢得大量民间支持，在乡村成功建立共军基地，带给民众比日占区好得多的生活后，民众同意共军更有资格代表中国接受本地入侵者的投降和接管日占区。

## 战役
二战末期，伪军重新加入国军，在蒋介石命令下拒绝投降当地唯一的中国武装——共军。这已经引发了与共军和强烈支持共军的当地人的大量冲突，双方最终在1945年9月初爆发全面战斗。
冲突集中在江苏东台重镇大中集周围。苏中解放区的共军新四军先夺取大中集外围据点，最终在13日对大中集发起总攻。激战后，大中集于当日被攻克，全部守军伪军第7旅被全歼，包括伪旅长谷振之在内多数被杀，幸存的1,500人被进攻军队生擒，并被缴获炮4门、轻重机枪43挺、长短枪近1,000支。

## 结果
尽管战斗的结局如蒋介石及其部下所料，军阀的势力因军队被共军击溃而被削弱，当地的军阀问题减弱，蒋介石的第二目的达到了，但这次政治余波抵消了国军获取的一切正面收益。当地人本已怪罪国军失地于日军，重新收编伪军为国军对抗唯一留在当地抗日的共军之举愈发疏远了人心，国军在原日占区的人心大失，加深了民间对蒋介石及其国民政府的恨意。